# Fabrice Muamba
Fabrice Ndala Muamba (Kinshasa, 6 aprile 1988) è un giornalista sportivo ed ex calciatore della Repubblica Democratica del Congo naturalizzato inglese, di ruolo centrocampista.

## Carriera

### Club

#### Arsenal e Birmingham City
Nel 2002 viene ingaggiato nelle giovanili dell'Arsenal. Firma il suo primo contratto da professionista nell'ottobre 2005, senza mai giocare con la maglia della prima squadra dei gunners. Viene così mandato in prestito al Birmingham City, che lo riscatta nel 2007 pagandolo 4 milioni di sterline. Segna la sua prima rete contro il Portsmouth nel marzo del 2008.

#### Bolton
Dal 2008 è un giocatore dei Bolton Wanderers. Nell'estate del 2010 ha prolungato il suo contratto fino al 2014 diventando uno dei pilastri della squadra.
Il 17 marzo 2012 ha avuto un arresto cardiaco, accasciandosi improvvisamente al suolo nel corso della partita di FA Cup contro il Tottenham, quasi al termine della prima frazione di gioco. L'incontro viene sospeso ed il calciatore viene sottoposto immediatamente a rianimazione da parte del personale medico (compreso un cardiologo che stava assistendo alla partita) e successivamente trasportato all'Heart Attack Center del London Chest Hospital, dove viene ricoverato in unità di terapia intensiva cardiologica in condizioni critiche. Il medico del Bolton ha successivamente spiegato che Muamba ha ricevuto numerose scariche del defibrillatore sia sul campo che in ambulanza, ma il suo cuore è stato fermo per 1 ora e 18 minuti.
Il 19 marzo, il suo cuore batteva senza farmaci ed era in grado di muovere le gambe, e più tardi quel giorno la sua condizione da "critica" è passata a "seria" ed era in grado di riconoscere membri della famiglia e rispondere appropriatamente alle domande. Due settimane dopo l'incidente, è stata pubblicata una fotografia di Muamba seduto sul letto dell'ospedale e sorridente. Viene dimesso dall'ospedale il 16 aprile, dopo l'impianto di un defibrillatore cardiaco impiantabile (internal cardioverter defibrillator, ICD).

#### Ritiro
Il 15 agosto 2012 annuncia il suo ritiro dal calcio giocato per problemi cardiaci. Il 6 dicembre 2012 conferma la decisione di ritirarsi dall'attività agonistica a causa dei problemi cardiaci avuti nel marzo del 2012, affermando di essersi trovato ad un bivio: scegliere di non giocare più a calcio oppure correre il rischio di morire, preferendo quindi non giocare più piuttosto che rischiare di morire prematuramente. Dal 2013 lavora come giornalista sportivo.

### Nazionale
Muamba ha cominciato a giocare nella Nazionale inglese a partire dall'Under-16 fino ad arrivare alle 33 presenze con la maglia dell'Under-21 (tra il 2007 e il 2011).

## Statistiche

### Presenze e reti nei club
Statistiche aggiornate al 17 marzo 2012.
| Stagione               | Squadra                | Campionato             | Campionato | Campionato | Coppe nazionali | Coppe nazionali | Coppe nazionali | Coppe continentali | Coppe continentali | Coppe continentali | Altre coppe | Altre coppe | Altre coppe | Totale | Totale |
| Stagione               | Squadra                | Comp                   | Pres       | Reti       | Comp            | Pres            | Reti            | Comp               | Pres               | Reti               | Comp        | Pres        | Reti        | Pres   | Reti   |
| ---------------------- | ---------------------- | ---------------------- | ---------- | ---------- | --------------- | --------------- | --------------- | ------------------ | ------------------ | ------------------ | ----------- | ----------- | ----------- | ------ | ------ |
| 2005-2006              | Arsenal                | PL                     | 0          | 0          | FACup+CdL       | 0+2             | 0               | UCL                | -                  | -                  | CS          | 0           | 0           | 2      | 0      |
| 2006-2007              | Birmingham City        | FLC                    | 34         | 0          | FACup+CdL       | 3+4             | 0               | -                  | -                  | -                  | -           | -           | -           | 41     | 0      |
| 2007-2008              | Birmingham City        | PL                     | 37         | 2          | FACup+CdL       | 1+0             | 0               | -                  | -                  | -                  | -           | -           | -           | 38     | 2      |
| Totale Birmingham City | Totale Birmingham City | Totale Birmingham City | 71         | 2          |                 | 8               | 0               |                    | -                  | -                  |             | -           | -           | 79     | 2      |
| 2008-2009              | Bolton                 | PL                     | 38         | 0          | FACup+CdL       | 1+1             | 0               | -                  | -                  | -                  | -           | -           | -           | 40     | 0      |
| 2009-2010              | Bolton                 | PL                     | 36         | 1          | FACup+CdL       | 4+3             | 0               | -                  | -                  | -                  | -           | -           | -           | 43     | 1      |
| 2010-2011              | Bolton                 | PL                     | 36         | 1          | FACup+CdL       | 5+0             | 0               | -                  | -                  | -                  | -           | -           | -           | 41     | 1      |
| 2011-2012              | Bolton                 | PL                     | 20         | 1          | FACup+CdL       | 2+2             | 0+1             | -                  | -                  | -                  | -           | -           | -           | 24     | 1      |
| Totale Bolton          | Totale Bolton          | Totale Bolton          | 130        | 3          |                 | 18              | 1               |                    | -                  | -                  |             | -           | -           | 148    | 4      |
| Totale carriera        | Totale carriera        | Totale carriera        | 201        | 5          |                 | 28              | 1               |                    | -                  | -                  |             | 0           | 0           | 229    | 6      |

## Palmarès

### Individuale
- Selezione UEFA dell'Europeo Under-21: 1

Svezia 2009